# Ligue des champions de tennis de table 2015-2016
Navigation
Ligue des Champions
2014-2015 Ligue des Champions 
2016-2017
La 18e édition de la Ligue des champions de tennis de table masculine comptant pour la saison 2015-2016 oppose les meilleures équipes des principaux championnats nationaux d'Europe. La nouveauté de cette saison concerne l'édition féminine qui passe de 8 à 12 participants.

## Hommes

### Phase de poules

#### Groupe A
| \| Cl \| Équipes \| Pts \| J \| V \| D \| PP-PC \| Diff \| \| -- \| ---------------- \| --- \| - \| - \| - \| ----- \| ---- \| \| 1 \| TTCG Orenbourg \| 10 \| 6 \| 4 \| 2 \| 13-8 \| +1 \| \| 2 \| FC Sarrebruck \| 9 \| 6 \| 3 \| 3 \| 11-11 \| 0 \| \| 3 \| Vaillante Angers \| 9 \| 6 \| 3 \| 3 \| 13-11 \| +2 \| \| 4 \| SPG Walter Wels \| 8 \| 6 \| 2 \| 4 \| 7-14 \| -7 \| | - 1re journée : Orenbourg - Walter Wels : 1-3 ; Sarrebruck - Angers : 2-3 - 2e journée : Angers - Walter Wels : 1-3 ; Sarrebruck - Orenbourg : 0-3 - 3e journée : Orenbourg - Angers : 3-2 ; Walter Wels - Sarrebruck : 0-3 - 4e journée : Walter Wels - Orenbourg : 0-3 ; Angers - Sarrebruck : 1-3 - 5e journée : Orenbourg - Sarrebruck : 3-0 ; Walter Wels - Angers : 0-3 - 6e journée : Sarrebruck - Walter Wels : 3-1 ; Angers - Orenbourg : 3-0 |     |   |   |   |       |      |
| Cl | Équipes | Pts | J | V | D | PP-PC | Diff |
| 1 | TTCG Orenbourg | 10  | 6 | 4 | 2 | 13-8  | +1   |
| 2 | FC Sarrebruck | 9   | 6 | 3 | 3 | 11-11 | 0    |
| 3 | Vaillante Angers | 9   | 6 | 3 | 3 | 13-11 | +2   |
| 4 | SPG Walter Wels | 8   | 6 | 2 | 4 | 7-14  | -7   |

#### Groupe B
| \| Cl \| Équipes \| Pts \| J \| V \| D \| PP-PC \| Diff \| \| -- \| ---------------------------- \| --- \| - \| - \| - \| ----- \| ---- \| \| 1 \| Olimpia Unia Grudziadz \| 10 \| 6 \| 4 \| 2 \| 15-12 \| +3 \| \| 2 \| UMMC Iekaterinbourg \| 10 \| 6 \| 4 \| 2 \| 14-12 \| +2 \| \| 3 \| Weinviertel Niederösterreich \| 9 \| 6 \| 3 \| 3 \| 13-10 \| +3 \| \| 4 \| GV Hennebont \| 7 \| 6 \| 1 \| 5 \| 9-17 \| -8 \| | - 1re journée : UMMC - Hennebont : 3-1 ; Niederösterreich - Grudziadz : 3-1 - 2e journée : Niederösterreich - UMMC : 3-0 ; Grudziadz - Hennebont : 3-2 - 3e journée : Grudziadz - UMMC : 2-3 ; Hennebont - Niederösterreich : 3-2 - 4e journée : Hennebont - UMMC : 1-3 ; Grudziadz - Niederösterreich : 3-0 - 5e journée : UMMC - Niederösterreich : 3-2 ; Hennebont - Grudziadz : 2-3 - 6e journée : Niederösterreich - Hennebont : 3-0 ; UMMC - Grudziadz : 2-3 |     |   |   |   |       |      |
| Cl | Équipes | Pts | J | V | D | PP-PC | Diff |
| 1 | Olimpia Unia Grudziadz | 10  | 6 | 4 | 2 | 15-12 | +3   |
| 2 | UMMC Iekaterinbourg | 10  | 6 | 4 | 2 | 14-12 | +2   |
| 3 | Weinviertel Niederösterreich | 9   | 6 | 3 | 3 | 13-10 | +3   |
| 4 | GV Hennebont | 7   | 6 | 1 | 5 | 9-17  | -8   |

#### Groupe C
| \| Cl \| Équipes \| Pts \| J \| V \| D \| PP-PC \| Diff \| \| -- \| -------------------- \| --- \| - \| - \| - \| ----- \| ---- \| \| 1 \| AS Pontoise-Cergy TT \| 10 \| 6 \| 4 \| 2 \| 16-10 \| +6 \| \| 2 \| Eslövs AI \| 10 \| 6 \| 4 \| 2 \| 15-10 \| +5 \| \| 3 \| Werder Brême \| 10 \| 6 \| 4 \| 2 \| 14-13 \| +1 \| \| 4 \| KSTEM Torun \| 6 \| 6 \| 0 \| 6 \| 6-18 \| -12 \| | - 1re journée : Torun - Eslöv : 0-3 ; Brême - Pontoise : 3-2 - 2e journée : Eslöv - Brême : 3-1 ; Torun - Pontoise : 1-3 - 3e journée : Pontoise - Eslöv : 2-3 ; Brême - Torun : 3-2 - 4e journée : Pontoise - Brême : 3-1 ; Eslöv - Torun : 3-1 - 5e journée : Brême - Eslöv : 3-2 ; Pontoise - Torun : 3-1 - 6e journée : Torun - Brême : 1-3 ; Eslöv - Pontoise : 1-3 |     |   |   |   |       |      |
| Cl | Équipes | Pts | J | V | D | PP-PC | Diff |
| 1 | AS Pontoise-Cergy TT | 10  | 6 | 4 | 2 | 16-10 | +6   |
| 2 | Eslövs AI | 10  | 6 | 4 | 2 | 15-10 | +5   |
| 3 | Werder Brême | 10  | 6 | 4 | 2 | 14-13 | +1   |
| 4 | KSTEM Torun | 6   | 6 | 0 | 6 | 6-18  | -12  |

#### Groupe D
| \| Cl \| Équipes \| Pts \| J \| V \| D \| PP-PC \| Diff \| \| -- \| --------------------------- \| --- \| - \| - \| - \| ----- \| ---- \| \| 1 \| Chartres ASTT \| 12 \| 6 \| 6 \| 0 \| 18-7 \| +11 \| \| 2 \| Borussia Düsseldorf \| 10 \| 6 \| 4 \| 2 \| 14-12 \| +2 \| \| 3 \| Sten Ostrov Havlickuv Brod \| 8 \| 6 \| 2 \| 4 \| 12-14 \| -2 \| \| 4 \| Bogoria Grodzisk Mazowiecki \| 6 \| 6 \| 0 \| 6 \| 7-18 \| -11 \| | - 1re journée : Chartres - Sten Ostrov : 3-1 ; Dusseldorf - Bogoria : 3-1 - 2e journée : Sten Ostrov - Bogoria : 3-2 ; Chartres - Dusseldorf : 3-2 - 3e journée : Dusseldorf - Sten Ostrov : 3-1 ; Bogoria - Chartres : 2-3 - 4e journée : Bogoria - Dusseldorf : 2-3 ; Sten Ostrov - Chartres : 2-3 - 5e journée : Dusseldorf - Chartres : 0-3 ; Bogoria - Sten Ostrov : 0-3 - 6e journée : Chartres - Bogoria : 3-0 ; Sten Ostrov - Dusseldorf : 2-3 |     |   |   |   |       |      |
| Cl | Équipes | Pts | J | V | D | PP-PC | Diff |
| 1 | Chartres ASTT | 12  | 6 | 6 | 0 | 18-7  | +11  |
| 2 | Borussia Düsseldorf | 10  | 6 | 4 | 2 | 14-12 | +2   |
| 3 | Sten Ostrov Havlickuv Brod | 8   | 6 | 2 | 4 | 12-14 | -2   |
| 4 | Bogoria Grodzisk Mazowiecki | 6   | 6 | 0 | 6 | 7-18  | -11  |

### Phase finale
|  | Quarts de finale                              | Quarts de finale                              |                        |       | Demi-finales | Demi-finales |  |  | Finale | Finale |
|  | Quarts de finale                              | Quarts de finale                              |                        |       | Demi-finales | Demi-finales |  |  | Finale | Finale |
|  |                                               |                                               |                        |       |              |              |  |  |        |        |
|  | Allers du 16 au 18/01, Retours du 23 au 25/01 | Allers du 16 au 18/01, Retours du 23 au 25/01 |                        |       | -            | -            |  |  | -      | -      |
|  | Allers du 16 au 18/01, Retours du 23 au 25/01 | Allers du 16 au 18/01, Retours du 23 au 25/01 |                        |       | -            | -            |  |  | -      | -      |
|  | UMMC Iekaterinbourg                           | 1 ; 2                                         |                        |       | -            | -            |  |  | -      | -      |
|  | UMMC Iekaterinbourg                           | 1 ; 2                                         |                        |       | -            | -            |  |  | -      | -      |
|  | TTCG Orenbourg                                | 3 ; 3                                         |                        |       | -            | -            |  |  | -      | -      |
|  | TTCG Orenbourg                                | 3 ; 3                                         | TTCG Orenbourg         | 1 ; 1 |              |              |  |  | -      | -      |
|  |                                               |                                               | TTCG Orenbourg         | 1 ; 1 |              |              |  |  | -      | -      |
|  |                                               | AS Pontoise-Cergy TT                          | 3 ; 2                  |       |              |              |  |  | -      | -      |
|  | Borussia Düsseldorf                           | AS Pontoise-Cergy TT                          | 3 ; 2                  | 2 ; 1 |              |              |  |  | -      | -      |
|  | Borussia Düsseldorf                           |                                               |                        | 2 ; 1 |              |              |  |  | -      | -      |
|  | AS Pontoise-Cergy TT                          | 3 ; 3                                         |                        |       |              |              |  |  | -      | -      |
|  | AS Pontoise-Cergy TT                          | 3 ; 3                                         | AS Pontoise-Cergy TT   | 1 ; 3 |              |              |  |  |        |        |
|  |                                               |                                               | AS Pontoise-Cergy TT   | 1 ; 3 |              |              |  |  |        |        |
|  |                                               | Eslövs AI BTK                                 | 3 ; 1                  |       |              |              |  |  |        |        |
|  | FC Sarrebruck                                 | Eslövs AI BTK                                 | 3 ; 1                  | 2 ; 1 |              |              |  |  |        |        |
|  | FC Sarrebruck                                 |                                               |                        | 2 ; 1 |              |              |  |  |        |        |
|  | Olimpia Unia Grudziadz                        | 3 ; 3                                         |                        |       |              |              |  |  |        |        |
|  | Olimpia Unia Grudziadz                        | 3 ; 3                                         | Olimpia Unia Grudziadz | 3 ; 1 |              |              |  |  |        |        |
|  |                                               |                                               | Olimpia Unia Grudziadz | 3 ; 1 |              |              |  |  |        |        |
|  |                                               | Eslövs AI BTK                                 | 2 ;3                   |       |              |              |  |  |        |        |
|  | Eslövs AI BTK                                 | Eslövs AI BTK                                 | 2 ;3                   | 3 ; 2 |              |              |  |  |        |        |
|  | Eslövs AI BTK                                 |                                               |                        | 3 ; 2 |              |              |  |  |        |        |
|  | Chartres ASTT                                 | 1 ; 3'                                        |                        |       |              |              |  |  |        |        |
|  | Chartres ASTT                                 | 1 ; 3'                                        |                        |       |              |              |  |  |        |        |

L'équipe victorieuse est composée de : Kristian Karlsson, Marcos Freitas, Tristan Flore et de Wang Jianjun.

### Déroulement de la phase finale

#### Quarts de finale
UMMC Ekaterinbourg  - TTCG Orenbourg  (1-3 ; 2-3 )
Dans ce quart de finale 100 % russe pour un remake de la finale de 2012, Ekaterinbourg est privé de son leader Jun Mizutani au match aller. Contraints de s'en remettre à leur numéro deux Alexander Shibaev et même d'aligner leur entraineur-joueur Zoran Primorac, l'UMMC ne pourra rien faire face au duo de stars Dimitrij Ovtcharov/Vladimir Samsonov d'Orenbourg. Le match retour semble cependant leur offrir un espoir puisque Shibaev ainsi que Mizutani, de retour, arrachent les deux premiers matchs respectivement face à Samsonov et Alekseï Smirnov, mais le double champion d'Europe en titre Ovtcharov plie finalement la rencontre en corrigeant Shibaev 3 sets à 0 et envoie ainsi mathématiquement son club en demi-finales du fait d'un set-average impossible à rattraper (18 - 10).
Borussia Düsseldorf  - AS Pontoise-Cergy TT  (2-3 : 1-3)
Après avoir passé de justesse une phase de poules très compliquée marquée par l'absence durant la plupart des rencontres de l'emblématique Timo Boll, Düsseldorf retrouve Pontoise-Cergy, qu'ils avaient éliminés au même stade de la compétition lors de l'édition précédente. Boll, toujours diminué après son opération du genou, montre tout de même la voie à ses coéquipiers lors du match aller en battant difficilement Kristian Karlsson, mais le numéro un de Pontoise, le portugais Marcos Freitas, se montre intraitable et réalise un sans-faute en disposant nettement de Patrick Franziska puis de Boll sans concéder un set. Malgré une victoire de leur numéro trois Achanta, Düsseldorf concède ce match aller lorsque Franziska s'incline face à Karlsson. Pontoise clôt finalement le débat au match retour et prend sa revanche de 2015 grâce à un Freitas en grande forme qui inflige un nouveau 3 sets 0 cette fois-ci au défenseur grec Gionis Panagiotis, tandis que Timo Boll s'incline face au no 3 francilien Wang Jianjun, reflétant bien la mauvaise passe que son équipe traversait. Mathématiquement éliminé, Düsseldorf décida tout de même de terminer la rencontre et sauve l'honneur avec une victoire anecdotique d'Achanta face à Karlsson.
FC Sarrebruck  - Olimpia Unia Grudziadz  (1-3 ; 2-3)
Malmené par Orenbourg en phase de poule, Sarrebruck ne doit sa qualification qu'à son set-average particulier face à la Vaillante Angers. Ils abordent ce quart de finale face aux champions de Pologne en titre Grudziadz, premiers de poule face à Ekaterinbourg, en étant eux aussi privés d'un de leurs joueurs (le Français Adrien Mattenet) et font donc jouer leur entraîneur Slobodan Grujic. Grudziadz en profite pour s'imposer 3-1 grâce à deux victoires de Wang Yang et du japonais Kaii Yoshida (en) face à Bojan Tokič, ainsi que de l'Ukrainien Zhmudenko face à l'entraîneur de Sarrebruck, seul le Portugais Tiago Apolonia parvenant à offrir un point à Sarrebruck. L'équipe allemande parvient cependant à prendre l'avantage 2-0 au match retour grâce à Apolonia et à Tokic. Adrien Mattenet, de retour de sa blessure, a alors la possibilité d'offrir la victoire 3-0 synonyme de qualification à son équipe, mais il s'incline à la belle face au Slovaque Wang. Ce sont finalement les Polonais qui ont le dernier mot puisque Yoshida mène 2 sets à 0 face à Tokic, à la suite de quoi Sarrebruck déclare forfait à cause du set-average favorable à Grudziadz.
Eslövs AI BTK  - Chartres ASTT  (3-1 ; 2-3)
Grande surprise de ce tournoi, Eslöv (pourtant classée 14e équipe du tournoi sur les 16 participants) parvient à s'extirper d'une poule contenant notamment Pontoise, et affronte maintenant une autre équipe française, Chartres, qui sort d'une phase de poule parfaite avec 6 victoires dont notamment une humiliation 3 à 0 et 3 fois 3 sets à 0 sur le terrain de Düsseldorf. Archi-favorite donc, l'équipe française concède pourtant le match aller face aux Suédois emmenés par le Chinois Xu Hui qui remporte ses deux matchs face à Pär Gerell et Gao Ning. N'ayant plus le droit à l'erreur au match retour, Chartres se heurte encore une fois à Xu qui remporte à nouveau ses deux matchs face aux deux mêmes adversaires malgré les défaites de ses coéquipiers suédois Svensson et Översjö, et qualifie du même coup quasiment à lui tout seul son équipe pour les demi-finales, après l'avoir également portée lors des phases de poules.

#### Demi-finales
TTCG Orenbourg  - AS Pontoise-Cergy TT  (1-3 ; 3-2)
Pontoise affronte les champions d'Europe en titre Orenbourg pour un remake de la finale de 2014. À l'aller, le club Russe annonce la couleur dès le début par l'intermédiaire de la légende Samsonov qui domine Karlsson, mais les Franciliens prennent finalement le dessus à grâce à Freitas et Karlsson qui battent chacun l'allemand Ovtcharov, affaibli à la suite de sa blessure qui l'avait empêché de disputer les Championnats du Monde deux semaines plus tôt. Le jeune Tristan Flore, remplaçant lors de la finale qui avait eu lieu 2 ans plus tôt, rentre cette fois-ci en jeu et offre le match aller à Pontoise grâce à une victoire sur Smirnov. Au retour, Ovtcharov semble aller mieux et fait oublier sa mauvaise performance en disposant facilement de Karlsson, mais Pontoise égalise grâce à un Freitas en grande forme. C'est finalement Flore qui l'emporte une nouvelle fois face à Smirnov et offre ainsi l'avantage 2-1 et donc une place en finale à son équipe, la deuxième en 3 ans. Après avoir éliminé les vice-champions d'Europe en titre de Düsseldorf en quarts, le club français réussit maintenant la belle performance d'écarter également les tenants du titre.
Olimpia Unia Grudziadz  - Eslövs AI BTK  (3-2 ; 1-3)
Cette demi-finale oppose deux équipes n'ayant jamais participé à une finale de Ligue des Champions. Sur le papier, Eslöv n'est encore une fois pas favorite (aucun de ses joueurs n'étant recensé dans le classement mondial), mais le niveau réellement affiché par l'équipe et en particulier par Xu Hui, qui s'est pour l'instant toujours montré décisif, lui donne de sérieuses chances. C'est Grudziadz qui s'adjuge un match aller assez serré grâce à deux victoires de Yoshida, dont une sur Xu Hui, et une victoire de Wang Yang sur Robert Svensson. Les Polonais abordent donc le match retour la tête haute, d'autant plus qu'ils jouent à domicile. Cependant, Robert Svensson marque le premier point pour la formation suédoise grâce à un exploit sur Yoshida. Assez surprenant, Xu Hui s'incline face à Wang permettant aux Polonais d'égaliser, à la suite de quoi Eslöv n'a plus droit à l'erreur. Le Suédois Översjö ne flanche pas face au jeune Polonais Patryk Zatowka, offrant à son équipe une possibilité de victoire, que vient finalement concrétiser Xu Hui en corrigeant Kaii Yoshida. Eslöv se qualifie ainsi à la surprise générale pour la première finale de Ligue des Champions de son histoire malgré son effectif bien inférieur sur le papier à ceux de la plupart des autres équipes, après avoir tout de même remporté la Coupe ETTU (l'équivalent de la Ligue Europa au football) lors de la saison précédente.

#### Finale[3],[4]
AS Pontoise-Cergy TT  - Eslövs AI BTK  (1-3 ; 3-1*, 15-14 au set-average)
Tombeur des deux finalistes de l'édition précédente, le club de Pontoise affronte pour la 2e finale de son histoire la surprise du tournoi Eslöv. Pour le match aller, Kristian Karlsson étant indisponible, l'équipe française choisit d'aligner Tristan Flore et Freitas à l'avant (ils joueront donc jusqu'à deux matchs) et Wang Jianjun à l'arrière. Eslöv continue de miser sur la même tactique, c'est-à-dire se reposer sur son leader Xu Hui, totalisant pour l'instant 15 victoires contre 4 défaites depuis les phases de poules, et aligne Svensson à l'avant et Översjö à l'arrière. Xu Hui offre une nouvelle fois le match à Eslöv grâce à deux victoires nettes sur Flore et Freitas, tandis que Översjö s'impose sans trembler face à Wang, seul Svensson ne parvenant pas à s'exprimer face à Freitas. Eslöv prend ainsi un avantage sérieux sur l'ensemble de la rencontre et contraint ainsi Pontoise à réaliser un exploit en l'emportant 3-0 au match retour pour pouvoir se qualifier directement. Cela est d'autant plus difficile que Xu Hui n'a pour l'instant disputé aucune rencontre que ce soit aller ou retour sans remporter au moins un match, depuis le début de la compétition. Pontoise prend un risque audacieux au match retour en titularisant une nouvelle fois Flore et Freitas à l'avant, et cette fois-ci Karlsson à l'arrière. L'idée est que ce soit Freitas qui affronte Xu Hui, car il est le seul à l'avoir déjà battu lors des rencontres précédentes, et que Flore et Karlsson tiennent leur rang face à Översjö et Svensson. Ce scénario permettrait à Pontoise de l'emporter 3-0 rapidement et éviterait à Karlsson et Flore d'affronter Xu Hui, car le Chinois serait favori. L'inconvénient est évidemment que Xu Hui ayant tout juste dominé Freitas 3-0 au match aller, ce dernier devra se surpasser pour ne pas tomber dans le même piège. De plus, le club suédois pourrait tout simplement changer sa composition d'équipe. Heureusement pour Pontoise, cela n'arrive pas et c'est bien contre Översjö que Flore commence le match. Sans trembler, il s'impose nettement 3-0, score capital car il peut faire pencher la balance lors d'un éventuel set-average. C'est ensuite le tour de Freitas de jouer son match décisif face à Xu Hui. Le début est catastrophique car le portugais se retrouve rapidement mené 1 set à 0 et 10-7. Il remporte cependant le set en sauvant 4 balles de set, et parvient à retourner la situation en jouant de manière bien plus réfléchie, il profite de la lenteur de son adversaire de 33 ans pour prendre l'avantage grâce à un bon placement de balle, par exemple en le forçant souvent à prendre son pivot (Xu Hui n'utilise pas son revers, étant un joueur en prise porte-plume traditionnelle) puis écarte rapidement du revers dans le plein coup droit du Chinois. Cela lui permet finalement d'emporter le match 3-1 et d'offrir un avantage 2 à 0 à Pontoise. C'est ensuite au tour de Karlsson de clore la rencontre face à Svensson, partant assez clairement favori. Il remporte aisément le premier set, mais son adversaire réalise un nouvel exploit individuel pour remporter le match 3-1. La situation est maintenant retournée : semblant condamné et dépendant d'un exploit de Svensson, Eslöv n'a maintenant plus besoin que d'une victoire de Xu Hui face à Flore pour l'emporter. Une victoire de Flore 3-0 ou 3-1 offrirait le titre à Pontoise grâce au set-average, tandis qu'une victoire 3-2 obligerait les équipes à recourir au point-average. Contre toute attente, le jeune français l'emporte 3 sets à 1 en signant la plus belle performance de sa saison face à celui qui l'avait dominé 3 semaines plus tôt. Décisif avec deux victoires en finale, Flore offre ainsi à Pontoise la deuxième Ligue des Champions de son histoire deux ans après la première, et lui permet également de réaliser le doublé Championnat de France-Ligue des Champions, ce qu'aucune équipe française n'avait jamais réussi.
| Eslövs AI BTK       | 3 - 1 (9-5)         | AS Pontoise-Cergy   | Eslövs, le 07/05/16 |
| ------------------- | ------------------- | ------------------- | ------------------- |
| Détail des matches, | Détail des matches, | Détail des matches, | Durée :             |
| Xu Hui              | 3-1                 | Tristan Flore       |                     |
| Robert Svensson     | 0-3                 | Marcos Freitas      |                     |
| Mattias Oversjo     | 3-1                 | Wang Jian Jun       |                     |
| Xu Hui              | 3-0                 | Marcos Freitas      |                     |

| AS Pontoise-Cergy  | 3 - 1 (10-5)       | Eslövs AI BTK      | Pontoise-Cergy, le 29/05/16 |
| ------------------ | ------------------ | ------------------ | --------------------------- |
| Détail des matches | Détail des matches | Détail des matches | Durée :                     |
| Tristan Flore      | 3-0                | Mattias Oversjo    |                             |
| Marcos Freitas     | 3-1                | Xu Hui             |                             |
| Kristian Karlsson  | 1-3                | Robert Svensson    |                             |
| Tristan Flore      | 3-1                | Xu Hui             |                             |

## Compétition féminine

### Phase de poules
À la suite de la nouvelle réforme sportive de la compétition féminine, le TT Saint-Quentin , Bursa BB , l'UCAM Cartagène  et le CP Lys-lez-Lannoy  disputent pour la première fois de leurs histoires la Ligue des Championnes.

#### Groupe A
| \| Cl \| Équipes \| Pts \| J \| V \| D \| PP-PC \| Diff \| \| -- \| ------------------- \| --- \| - \| - \| - \| ----- \| ---- \| \| 1 \| TTC Berlin Eastside \| 8 \| 4 \| 4 \| 0 \| 12-1 \| +11 \| \| 2 \| TT Saint-Quentin \| 6 \| 4 \| 2 \| 2 \| 7-10 \| -3 \| \| 3 \| Bursa BB \| 4 \| 4 \| 0 \| 4 \| 4-12 \| -8 \| | - 1re journée (21/08) : Berlin - St-Quentin : 3-1 - 2e journée (09/10) : Bursa - Berlin : 0-3 - 3e journée (16/10) : St-Quentin - Bursa : 3-2 - 4e journée (27/11) : St-Quentin - Berlin : 0-3 - 5e journée (04/12) : Berlin - Bursa : 3-0 - 6e journée (18/12) : Bursa - St-Quentin : 2-3 |     |   |   |   |       |      |
| Cl | Équipes | Pts | J | V | D | PP-PC | Diff |
| 1 | TTC Berlin Eastside | 8   | 4 | 4 | 0 | 12-1  | +11  |
| 2 | TT Saint-Quentin | 6   | 4 | 2 | 2 | 7-10  | -3   |
| 3 | Bursa BB | 4   | 4 | 0 | 4 | 4-12  | -8   |

#### Groupe B
| \| Cl \| Équipes \| Pts \| J \| V \| D \| PP-PC \| Diff \| \| -- \| -------------- \| --- \| - \| - \| - \| ----- \| ---- \| \| 1 \| UCAM Cartagène \| 7 \| 4 \| 3 \| 1 \| 9-7 \| +2 \| \| 2 \| SVS Strock \| 6 \| 4 \| 2 \| 2 \| 8-8 \| 0-0 \| \| 3 \| AC Szekszard \| 5 \| 4 \| 1 \| 3 \| 8-10 \| -2 \| | - 1re journée (24/08) : Strock - Cartagène : 3-0 - 2e journée (11/10) : Szekszard - Strock : 3-1 - 3e journée (16/10) : Cartagène - Szekszard : 3-1 - 4e journée (27/11) : Cartagène - Strock : 3-1 - 5e journée (04/12) : Strock - Szekszard : 3-2 - 6e journée (18/12) : Szekszard - Cartagène : 2-3 |     |   |   |   |       |      |
| Cl | Équipes | Pts | J | V | D | PP-PC | Diff |
| 1 | UCAM Cartagène | 7   | 4 | 3 | 1 | 9-7   | +2   |
| 2 | SVS Strock | 6   | 4 | 2 | 2 | 8-8   | 0-0  |
| 3 | AC Szekszard | 5   | 4 | 1 | 3 | 8-10  | -2   |

#### Groupe C
| \| Cl \| Équipes \| Pts \| J \| V \| D \| PP-PC \| Diff \| \| -- \| ------------- \| --- \| - \| - \| - \| ----- \| ---- \| \| 1 \| Metz TT \| 8 \| 4 \| 4 \| 0 \| 12-4 \| +8 \| \| 2 \| Fenerbahçe SK \| 6 \| 4 \| 2 \| 2 \| 9-9 \| 0 \| \| 3 \| PSE Budapest \| 4 \| 4 \| 0 \| 4 \| 4-12 \| -8 \| | - 1re journée (23/08) : Fenerbahçe - Budapest : 3-2 - 2e journée (09/10) : Metz - Fenerbahçe : 3-1 - 3e journée (16/10) : Budapest - Metz : 0-3 - 4e journée (27/11) : Budapest - Fenerbahçe : 1-3 - 5e journée (04/12) : Fenerbahçe - Metz : 2-3 - 6e journée (18/12) : Metz - Budapest : 3-1 |     |   |   |   |       |      |
| Cl | Équipes | Pts | J | V | D | PP-PC | Diff |
| 1 | Metz TT | 8   | 4 | 4 | 0 | 12-4  | +8   |
| 2 | Fenerbahçe SK | 6   | 4 | 2 | 2 | 9-9   | 0    |
| 3 | PSE Budapest | 4   | 4 | 0 | 4 | 4-12  | -8   |

#### Groupe D
| \| Cl \| Équipes \| Pts \| J \| V \| D \| PP-PC \| Diff \| \| -- \| -------------------- \| --- \| - \| - \| - \| ----- \| ---- \| \| 1 \| KTS Zamek Tarnobrzeg \| 7 \| 4 \| 3 \| 1 \| 10-8 \| +2 \| \| 2 \| Linz AG Froschberg \| 6 \| 4 \| 2 \| 2 \| 10-9 \| +1 \| \| 3 \| CP Lys-lez-Lannoy \| 5 \| 4 \| 1 \| 3 \| 7-10 \| -3 \| | - 1re journée (21/08) : Tarnobrzeg - Lys : 1-3 - 2e journée (09/10) : Linz - Tarnobrzeg : 2-3 - 3e journée (16/10) : Lys - Linz : 1-3 - 4e journée (27/11) : Lys - Tarnobrzeg : 1-3 - 5e journée (04/12) : Tarnobrzeg - Linz : 3-2 - 6e journée (18/12) : Linz - Lys : 3-2 |     |   |   |   |       |      |
| Cl | Équipes | Pts | J | V | D | PP-PC | Diff |
| 1 | KTS Zamek Tarnobrzeg | 7   | 4 | 3 | 1 | 10-8  | +2   |
| 2 | Linz AG Froschberg | 6   | 4 | 2 | 2 | 10-9  | +1   |
| 3 | CP Lys-lez-Lannoy | 5   | 4 | 1 | 3 | 7-10  | -3   |

### Phase finale
|  | Quarts de finale                              | Quarts de finale                              |                     |                | Demi-finales | Demi-finales |  |  | Finale | Finale |
|  | Quarts de finale                              | Quarts de finale                              |                     |                | Demi-finales | Demi-finales |  |  | Finale | Finale |
|  |                                               |                                               |                     |                |              |              |  |  |        |        |
|  | Allers du 16 au 18/01, Retours du 23 au 25/01 | Allers du 16 au 18/01, Retours du 23 au 25/01 |                     |                | -            | -            |  |  | -      | -      |
|  | Allers du 16 au 18/01, Retours du 23 au 25/01 | Allers du 16 au 18/01, Retours du 23 au 25/01 |                     |                | -            | -            |  |  | -      | -      |
|  | SVS Strock                                    | 1 ; 1                                         |                     |                | -            | -            |  |  | -      | -      |
|  | SVS Strock                                    | 1 ; 1                                         |                     |                | -            | -            |  |  | -      | -      |
|  | TTC Berlin Eastside                           | 3 ; 3                                         |                     |                | -            | -            |  |  | -      | -      |
|  | TTC Berlin Eastside                           | 3 ; 3                                         | TTC Berlin Eastside | 3 ; 3          |              |              |  |  | -      | -      |
|  |                                               |                                               | TTC Berlin Eastside | 3 ; 3          |              |              |  |  | -      | -      |
|  |                                               | Linz AG Froschberg                            | 2 ; 1               |                |              |              |  |  | -      | -      |
|  | Linz AG Froschberg                            | Linz AG Froschberg                            | 2 ; 1               | 2 ;3 (348 pts) |              |              |  |  | -      | -      |
|  | Linz AG Froschberg                            |                                               |                     | 2 ;3 (348 pts) |              |              |  |  | -      | -      |
|  | Metz TT                                       | 3 ; 2 (347 points)                            |                     |                |              |              |  |  | -      | -      |
|  | Metz TT                                       | 3 ; 2 (347 points)                            | TTC Berlin Eastside | 3 ; 3          |              |              |  |  |        |        |
|  |                                               |                                               | TTC Berlin Eastside | 3 ; 3          |              |              |  |  |        |        |
|  |                                               | KTS Zamek Tarnobrzeg                          | 2 ; 0               |                |              |              |  |  |        |        |
|  | TT Saint-Quentin                              | KTS Zamek Tarnobrzeg                          | 2 ; 0               | 2 ; 0          |              |              |  |  |        |        |
|  | TT Saint-Quentin                              |                                               |                     | 2 ; 0          |              |              |  |  |        |        |
|  | UCAM Cartagène                                | 3 ; 3                                         |                     |                |              |              |  |  |        |        |
|  | UCAM Cartagène                                | 3 ; 3                                         | UCAM Cartagène      | 1 ; 1          |              |              |  |  |        |        |
|  |                                               |                                               | UCAM Cartagène      | 1 ; 1          |              |              |  |  |        |        |
|  |                                               | KTS Zamek Tarnobrzeg                          | 3 ; 3               |                |              |              |  |  |        |        |
|  | Fenerbahçe SK                                 | KTS Zamek Tarnobrzeg                          | 3 ; 3               | 1 ;3           |              |              |  |  |        |        |
|  | Fenerbahçe SK                                 |                                               |                     | 1 ;3           |              |              |  |  |        |        |
|  | KTS Zamek Tarnobrzeg                          | 3 ; 2                                         |                     |                |              |              |  |  |        |        |
|  | KTS Zamek Tarnobrzeg                          | 3 ; 2                                         |                     |                |              |              |  |  |        |        |